# Vita notturna

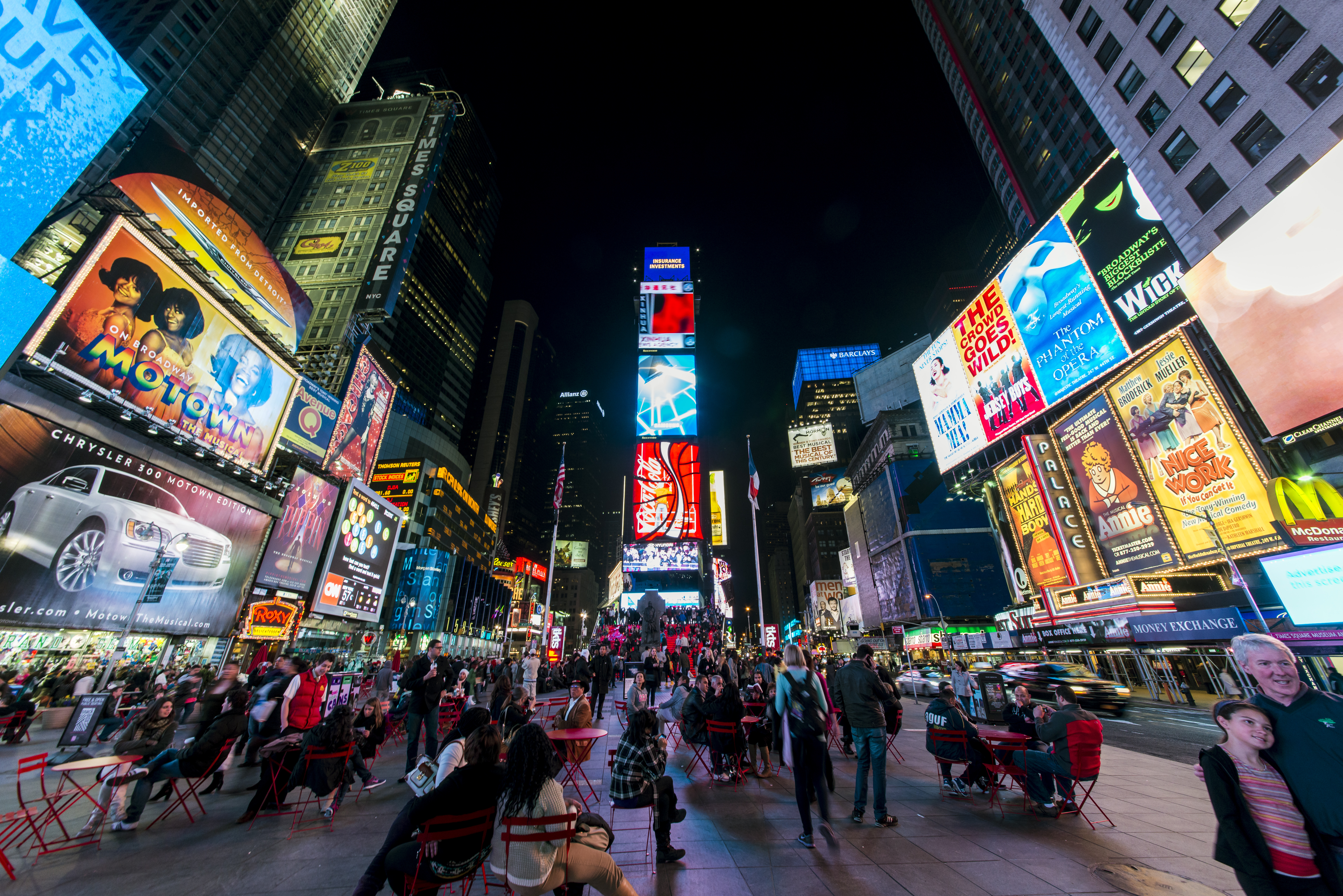
Vita notturna a Times Square, nel centro di New York

La vita notturna (in inglese nightlife) è un termine collettivo che indica l'intrattenimento disponibile, e generalmente più popolare, dalla tarda serata fino alle prime ore del mattino. Include la frequentazione di pub, bar, discoteche, oltre a feste, musica dal vivo, concerti, cinema e spettacoli. L'intrattenimento notturno è orientato prevalentemente ai giovani adulti. La lingua italiana ha fatto proprio il termine spagnolo "movida", per indicare le attività connesse al divertimento notturno.

## Aspetti economici

### Economia della notte
Il concetto di  "economia della notte” (Nighttime Economy) si riferisce ad un settore produttivo che ha acquisito un ruolo di rilievo nella logica di sviluppo urbano di molti paesi del mondo. Profondi cambiamenti economici (dall'avvento dell'illuminazione notturna alla mobilità di capitale) hanno spinto molte città a passare dai ritmi di vita scanditi dai processi di produzione industriale, a un modello più fluido organizzato su 24 ore, così da sfruttare anche il potenziale della notte; in questo processo, l’allungamento dei ritmi urbani ha provocato la rigenerazione di intere aree urbane precedentemente occupate da fabbricati industriali. Si sono diffusi locali notturni di vario tipo, sale da concerto, ristoranti, cinema e teatri: tutte componenti che convivono in un ecosistema complesso che ha una ricaduta enorme su turismo e l'occupazione oltre ad incidere sulle politiche pubbliche. Tale settore dell'economia impiega migliaia di persone ed è una calamita che attira sia turisti che residenti. Così, i governi locali hanno dovuto far fronte ad un aumento della domanda per i servizi notturni a supporto della crescita di queste attività. Ciò ha comportato la necessità di maggiori controlli da parte delle forze dell'ordine, l'aumento del traffico, la necessità di trasporti pubblici estesi. Questi costi vengono solitamente compensati dagli introiti economici e fiscali.
Un ambito cruciale è quello della mobilità cittadina e della sicurezza di pedoni e biciclette. Si rendono necessari investimenti nei trasporti pubblici e privati e parcheggi per auto, taxi o altri sistemi di trasporto automobilistico privato, servizi igienici pubblici.

### Pianificazione notturna
La pianificazione notturna è un'attività emergente,  le cui origini possono essere fatte risalire all'inizio degli anni '90. Le attività notturne presentano caratteristiche ben specifiche presenti nei centri urbani europei dopo il tramonto, e che devono essere quindi gestite e pianificate.
Le politiche di governo di questo insieme di attività possono prevedere strategie di riqualificazione dei centri urbani post industriali, con lo scopo di trasformare magazzini e edifici abbandonati, in bar, club e spazi ricreativi.Vengono, quindi, deregolamentati i regimi di pianificazione urbana “restrittiva” in modo da promuovere in una logica di crescita attorno al concetto di “ città delle 24 ore”. Queste strategie hanno però contributo all'aumento del rumore urbano, della criminalità e dei comportamenti antisociali. 
Non sempre le politiche locali sono state in grado di gestire adeguatamente le conseguenze negative di questi fenomeni che rendono necessarie alleanze tra soggetti diversi per affrontare le questioni legate alla regolamentazione della "movida" e alla sicurezza. 

#### La figuraNight Mayor
I sindaci della notte, detti night mayor o “manager”, sono figure di raccordo incaricate di pianificare la vita notturna. Le loro responsabilità sono di tre tipi. La prima si riferisce alla qualità della vita dopo il tramonto (i servizi di trasporto funzionanti durante la notte, bagni pubblici, ecc.).
Devono, inoltre, sviluppare leggi e regolamenti che facilitino le attività e minimizzino i problemi, come il rumore notturno. Svolgono, infine, un ruolo di mediazione tra la varietà di attori coinvolti nella governance notturna.
A Pittsburgh è stato assunto il primo manager nel 2014, a cui, nel 2018, è stato affiancato un project manager ed è stato creato l'Office of Nighttime (Ufficio dell'Economia Notturna).
Molti centri urbani puntano sulla vita notturna per essere più attrattivi, diventando ambienti "multiuso": di giorno sono centri commerciali e sedi di uffici, di notte si trasformano in centri residenziali, culturali e del divertimento.

## Criticità

### Binge Drinking e consumo di droghe
Il divertimento notturno è frequentemente associato al consumo di alcolici e di altre sostanze psicoattive da parte dei giovani. Si tratta di un grave problema di salute pubblica in moltissimi paesi. In un breve periodo di tempo, spesso durante la notte del fine settimana, vengono assunte dosi massicce di alcol, anche negli spazi pubblici dove ragazzi e ragazze si incontrano. Il concetto di origine anglosassone, è stato ribattezzato Binge Drinking ("abbuffata alcolica").  Oltre ai rischi per la salute, questo determina l'aumento di conflittualità con i residenti, legata a rumore e al senso di insicurezza connesso ad episodi di violenza e criminalità.  Alle autorità locali vengono chieste soluzioni per garantire l'ordine pubblico e la tranquillità dei residenti.

### Violenze sessuali
L'aggregazione notturna ha incrementato il rischio di violenze sessuali: l'incontro con potenziali partner romantici o sessuali è uno delle motivazioni che spingono a frequentare i locali notturni. L'associazione con il consumo di alcol e droghe può ridurre le inibizioni, e aumentare la vulnerabilità a tutte le forme di violenza interpersonale, ostacolando il riconoscimento del pericolo per le potenziali vittime. In casi di avvenuta violenza in contesti di questo tipo, le vittime possono essere stigmatizzate perché considerate consenzienti.
Vivere la notte comporta rischi maggiori per le donne. Per questo sono state intraprese azioni preventive, come l'introduzione dell'autotrasporto privato agevolato (i cosiddetti "taxi rosa").